# Rallus semiplumbeus
Rallus semiplumbeus é uma espécie de ave da família Rallidae.
É endémica da Colômbia.
Os seus habitats naturais são: campos de altitude subtropicais ou tropicais, lagos de água doce e marismas de água doce.
Está ameaçada por perda de habitat.